# キャンプ・ロック2 ファイナル・ジャム
『キャンプ・ロック2 ファイナル・ジャム』（原題：Camp Rock 2: The Final Jam）は、ディズニー・チャンネル・オリジナル・ムービーの映画。全米公開は2010年9月3日。映画『キャンプ・ロック』の続編。

## ストーリー
前作から一年。キャンプ・ロックに戻り、共に過ごした仲間との再会に喜ぶが、湖の反対側に新しく出来たキャンプ・スターから"キャンプファイアー"に誘われる。皆がそこへ行ってみると、そこは巨大なコンサート会場だった。そして派手なパフォーマンスを見せられた後、キャンプ・ロック側の職員を引き抜かれてしまう。あまりに職員が減ってしまったためキャンプ・ロックは中止の危機に瀕してしまう。

## キャスト
※括弧内は日本語吹替
ミッチー - デミ・ロヴァート（世戸さおり）
主人公。中止の危機に瀕してしまったキャンプ・ロックを立て直そうと奮闘する。
シェーン - ジョー・ジョナス（浪川大輔）
前作のラストでミッチーと恋に落ちたが、今まで会うことが出来ず、ミッチーの事を知ろうとする。
ネイト - ニック・ジョナス（堀江一眞）
"キャンプファイアー"で会ったディナと恋に落ちる。
ジェイソン - ケビン・ジョナス（勝杏里）
スタッフが足りないため、子供達に音楽を教えることになる。
デイナ - クロエ・ブリッジス（小松由佳）
ブラウン - ダニエル・ファーザーズ（藤原啓治）
コニー - マリア・カナルス＝バレッラ（田村聖子）
アクセル - ダニエル・カッシュ（廣田行生）
テス - メーガン・ジェット･マーティン（中村千絵）
ルーク - マシュー・エムドット・フィンリー（高橋英則）
ケイトリン - アリソン・ストーナー（河原木志穂）
エラ - アンナ・マリア・ペレズ・デ・タグリ（嶋村侑）
ペギー - ジャスミン・リチャーズ（山戸めぐみ）
トレバー - フランキー・ジョナス（小山みか）

## トラックリスト
CD
1. Brand New Day
2. Fire
3. Can't Back Down
4. It's On
5. Wouldn't Change a Thing
6. Heart and Soul
7. You're My Favorite Song
8. Introducing Me
9. Tear It Down
10. What We Came Here For
11. This Is Our Song
12. Different Summers
13. Walkin' in My Shoes
14. It's Not Too Late
15. Rock Hard or Go Home